# الفیانلو
الفیانلو (به ایتالیایی: Alfianello) یک سکونتگاه مسکونی در ایتالیا است که در استان برشا واقع شده‌است.

## خصوصیات
الفیانلو ۱۳ کیلومترمربع مساحت و ۲٬۳۴۷ نفر جمعیت دارد و ۴۸ متر بالاتر از سطح دریا واقع شده‌است.